# Mướp hương
Mướp hay mướp ta, mướp hương, mướp gối (danh pháp khoa học: Luffa cylindrica) là loài thực vật có hoa thuộc họ Bầu bí, được (L.) M.Roem. mô tả khoa học lần đầu năm 1846. Nguồn gốc bản địa của cây được cho là ở Đông Nam Á và Nam Á, nhưng có ý kiến cho rằng xuất hiện sớm nhất ở Tây Phi .

## Mô tả

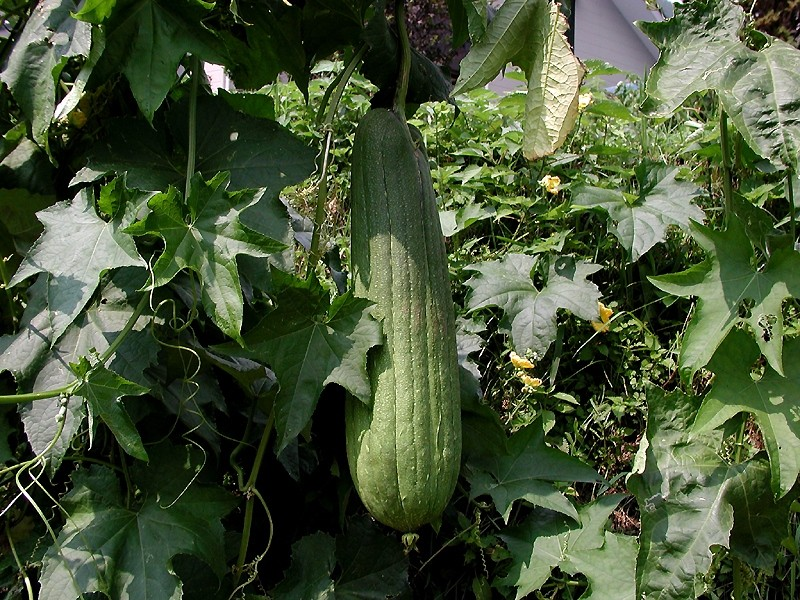
Quả mướp hương trên giàn

Mướp là một loại cây thảo dạng dây leo. Lá mọc so le, dạng tim, có 5-7 thùy có răng. Hoa đơn tính, các hoa đực tập hợp thành chùm dạng chùy, các hoa cái mọc đơn độc. Quả dài 25-30cm hay hơn, rộng 6–8 cm, hình trụ thuôn, khi già thì khô, bên trong có nhiều xơ dai.

## Thành phần hóa học
Quả chứa chất đắng, saponin, chất nhầy, xylan, mannan, galactan, lignin, mỡ, protein 1,5%. Trong quả tươi có nhiều choline, phytin, các amino acid tự do: lysin, arginin, acid aspartic, glycin, threonin, acid glutamic, alanin, tryptophan, phenylalanin và leucin. 
Hạt chứa một chất đắng là cucurbitacin B, một saponin đắng kết tinh khi thủy phân cho acid oleonolic và một sapogenin trung tính; còn có một saponin khác.

## Sử dụng
Cây mướp hương được trồng để lấy quả xanh và được dùng như một loại rau, hoặc được trồng làm cảnh. Xơ từ quả chín được dùng làm vật cọ rửa. Mướp hương cũng được sử dụng trong đông y.

## Sử dụng trong đông y

### Bộ phận dùng
Xơ mướp (retinervus Luffae Fructus), thường gọi là Ty qua lạc, Quả tươi (Fructus Luffae), thường gọi là Sinh ty qua. Lá, dây, rễ, hạt cũng được dùng.

### Tính vị, tác dụng
Tính vị
- Xơ Mướp có vị ngọt, tính bình, có tác dụng thanh nhiệt giải độc, hoạt huyết thông lạc, lợi niệu tiêu thủng.
- Lá Mướp có vị đắng, chua, hơi hàn; có tác dụng chỉ huyết, thanh nhiệt giải độc, hoá đàm chỉ khái.
- Hạt Mướp có vị hơi ngọt, tính bình; có tác dụng thanh nhiệt hoá đàm, nhuận táo, sát trùng.
- Dây Mướp có vị ngọt, tính bình; có tác dụng thông kinh hoạt lạc, chỉ khái hoá đàm.
- Rễ Mướp có vị ngọt, tính bình; có tác dụng thanh nhiệt giải độc.
- Quả Mướp có vị ngọt, tính mát; có tác dụng thanh nhiệt hoá đàm, lương huyết giải độc.

Công dụng
- Quả Mướp thường dùng ăn chữa được chứng đậu sởi, khỏi lở sưng đau nhức, lại kích thích sự tiết sữa ở các bà mẹ đang nuôi con và tăng cường sự tuần hoàn.
- Xơ Mướp thường dùng trị gân cốt đau nhức, đau mình mẩy ngực sườn, bế kinh, sữa chảy không thông, viêm tuyến sữa, thủy thủng.
- Lá dùng trị ho gà, ho, nắng nóng miệng khát; dùng ngoài trị vết thương chảy máu ghẻ lở, bệnh mụn.
- Hạt dùng trị ho nhiều đờm, giun đũa, đái khó.
- Dây Mướp dùng trị đau lưng, ho, viêm mũi, viêm nhánh khí quản.
- Rễ dùng trị viêm mũi, viêm các xoang phụ của mũi.

## Ảnh

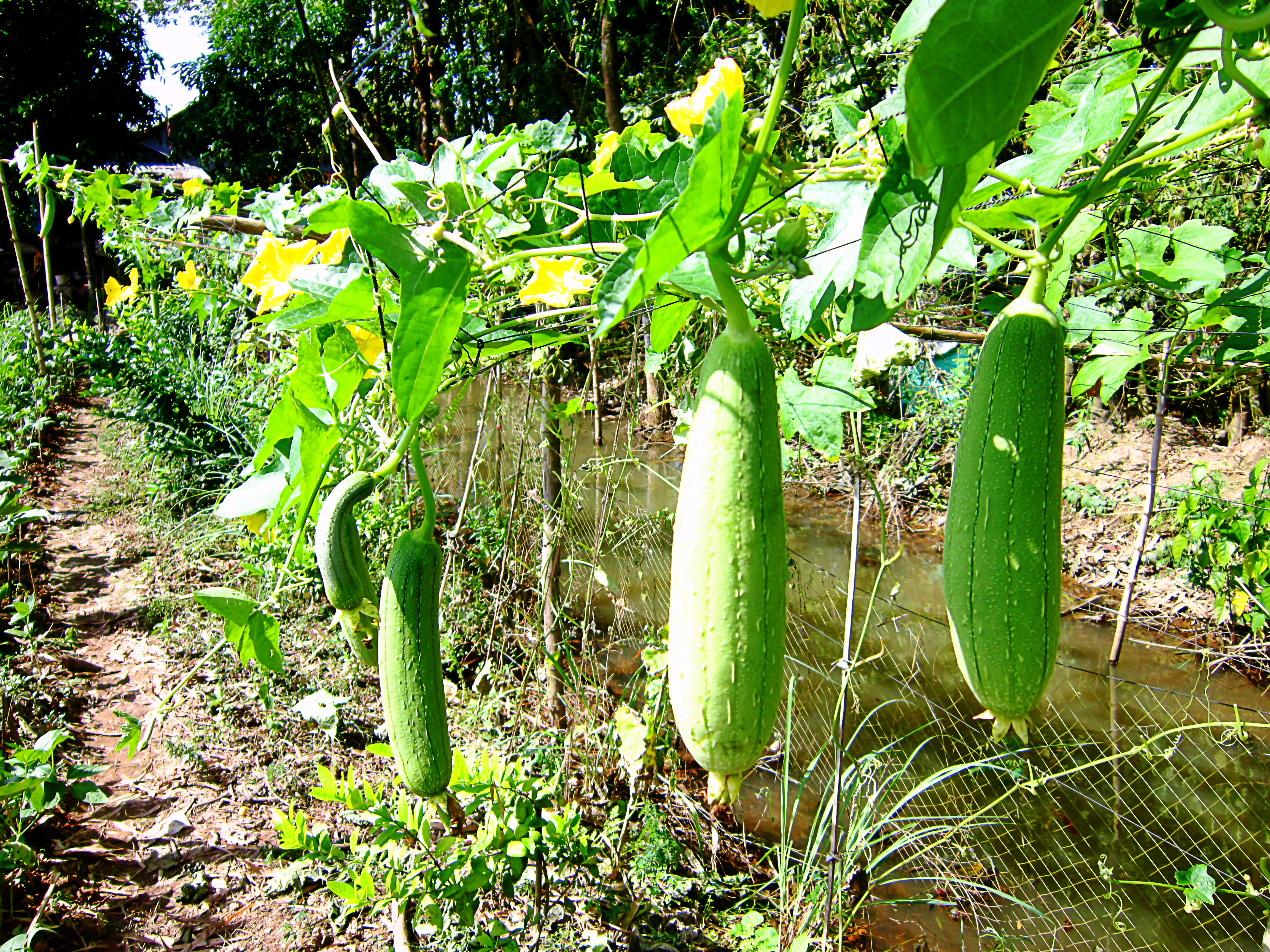
Trái mướp
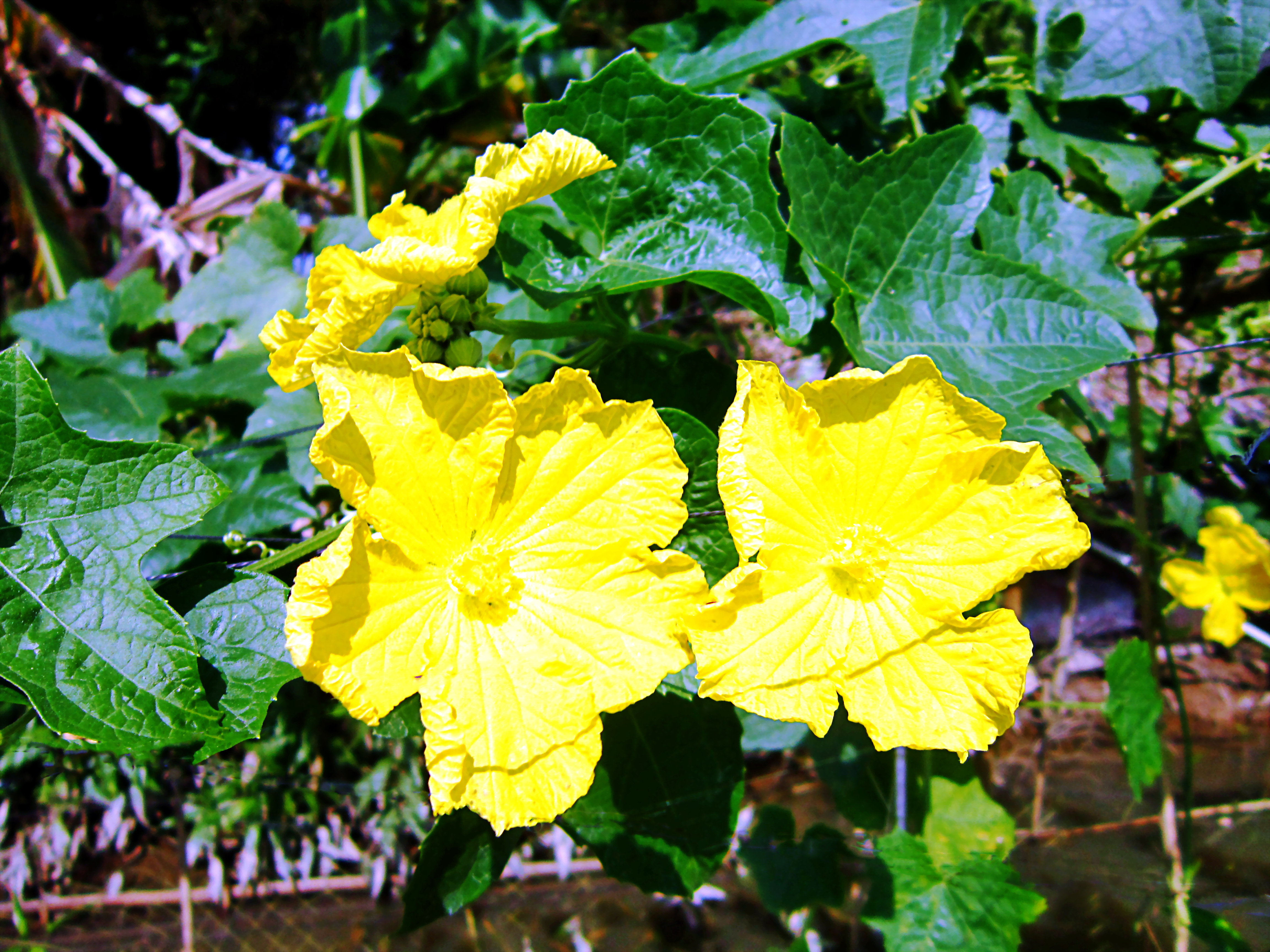
Hoa mướp
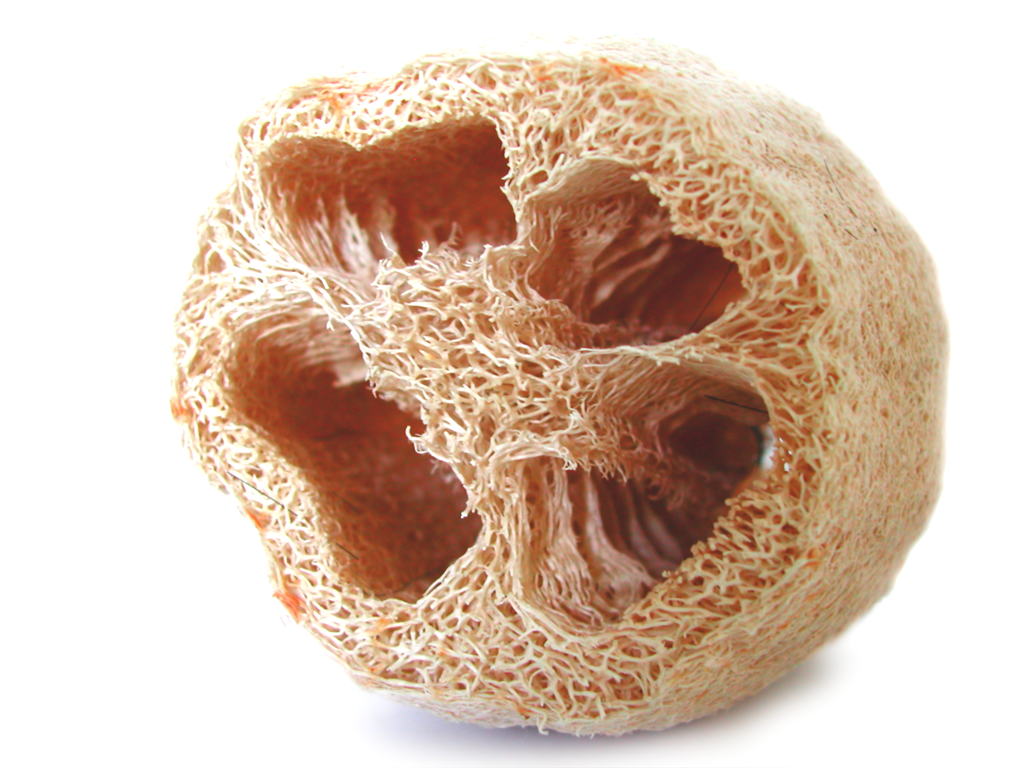
Xơ mướp
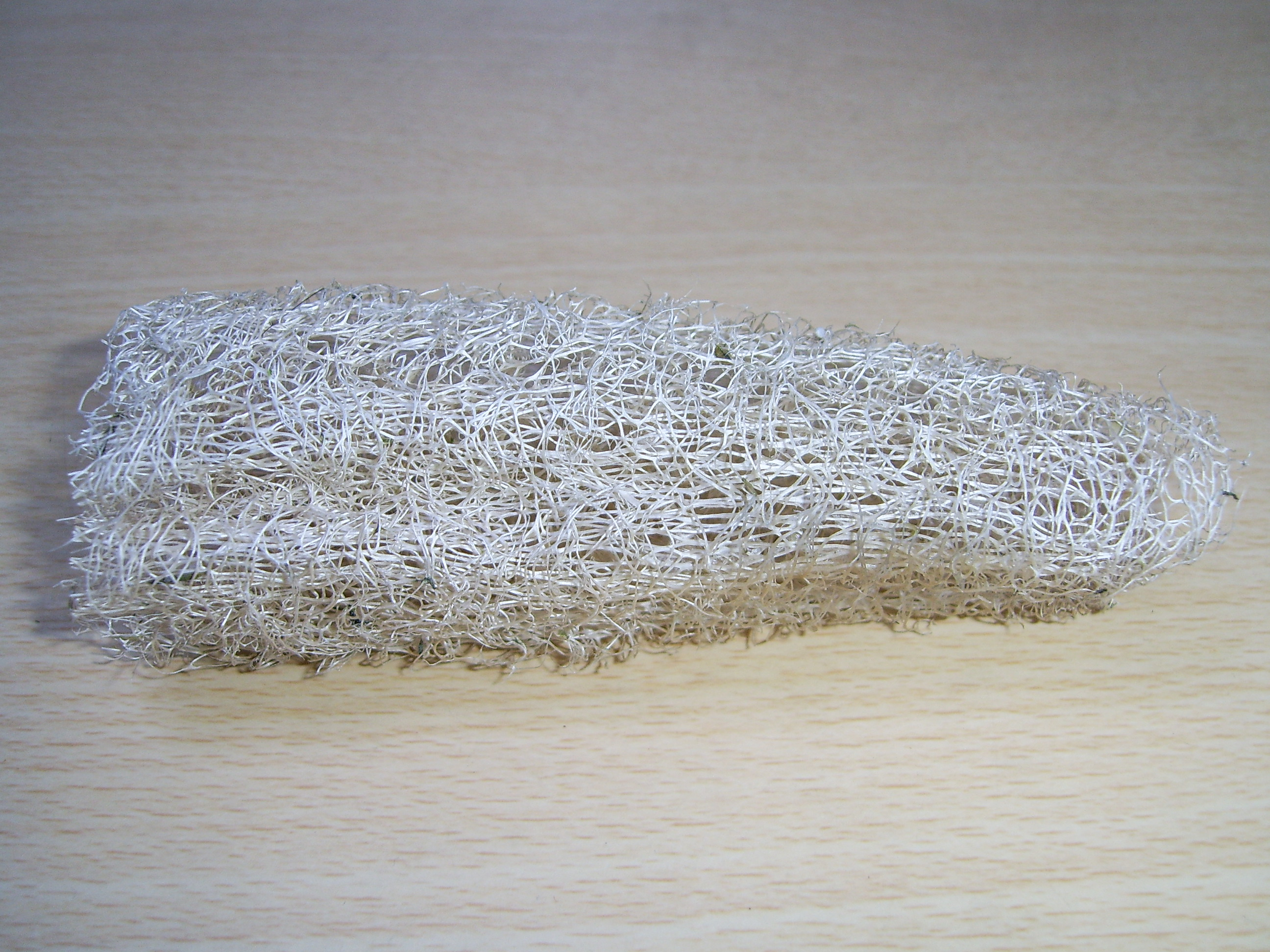
Xơ mướp